# Préda (film, 2022)
A Préda (eredeti cím: Prey) 2022-ben bemutatott amerikai horror sci-fi-akciófilm, a Predator-filmsorozat ötödik része, valamint az első négy film előzménye, ami amolyan eredettörténetként az indiánok világában játszódik 300 évvel ezelőtt. A filmet Dan Trachtenberg rendezte és Patrick Aison írta. A film a Predator-filmsorozaton alapul. A főszerepben Amber Midthunder, Dakota Beavers, Dane DiLiegro, Stormee Kipp, Michelle Thrush és Julian Black Antelope látható.
A film fejlesztése a Predator – A ragadozó (2018) forgatása közben kezdődött, amikor John Davis producert megkereste Trachtenberg és Aison egy 2016 óta készülő koncepcióval. A film címéről kiderült, hogy a franchise ötödik részének kódneve. A Préda premierje 2022. július 21-én volt a San Diegó-i Nemzetközi Képregény-találkozón, a 20th Century Studios pedig 2022. augusztus 5-én mutatta be. A Préda a Hulu eredeti produkciójának számít. A film pozitív véleményeket kapott a kritikusoktól, akik dicsérték az akciójeleneteket, Midthunder alakítását, a vizuális effekteket, az operatőri munkát és a komancsok ábrázolását.

## Cselekmény
1719-ben, Észak-Amerikában a fiatal komancs lány, Naru nem vágyik a törzsében megszokott női életre, ami leginkább a gyűjtögetést és főzést jelenti, főleg mivel találékony, ért a nyomolvasáshoz és az orvosláshoz is, ezért be akarja bizonyítani törzsének, hogy ugyanolyan jó fiatal harcos lehet belőle, mint a fivére, Taabe és kortársai. Sokat gyakorol is a saját szakállára a fegyvereivel, a törzsbeliek viszont kételkednek, főleg, miután megsebesül egy pumával folytatott harcban, és Taabenak kell hazacipelnie. Közben azonban felfigyel néhány furcsa nyomra, amit egy addig ismeretlen, vadászó élőlény hagyott, de a társai ezt a megállapítását sem veszik komolyan. Elhatározza, hogy azzal válik teljes jogú harcossá közösségében, hogy ezt a lényt megkeresi és levadássza, csakhogy hamar kiderül, hogy ez az ismeretlen lény – aki az űrből érkezett a Földre trófeákért – sokkal erősebb, felkészültebb, aki vadállatokkal, de a törzse harcosaival is éppúgy könnyen végez, mint a fejlettebb fegyverzetű prémvadászokkal. Miután a harcosokat is lemészárolta, Naru képességeit latba vetve elszántan veszi fel a harcot, mert az idegen vadász is sebeket szerzett, és ha vérzik, meg is lehet ölni…

## Szereplők
| Szereplő | Színész          | Magyar hang   | Leírás                                                         |
| -------- | ---------------- | ------------- | -------------------------------------------------------------- |
| Naru     | Amber Midthunder | Dér Marus     | Fiatal komancs harcos, aki megvédi törzsét egy Predator ellen. |
| Taabe    | Dakota Beavers   | Kurely László | Naru testvére, ügyes vadász.                                   |
| Predator | Dane DiLiegro    | eredeti hang  | Földönkívüli lény.                                             |
| Wasape   | Stormee Kipp     | Tasnádi Bence | Komancsvadász, aki lenézi Narut.                               |
| Aruka    | Michelle Thrush  | Ősi Ildikó    | Naru és Taabe anyja.                                           |
| Raphael  | Bennett Taylor   | Szatory Dávid | Francia fordító.                                               |

### Magyar változat
- Magyar szöveg: Bóka Máté
- Hangmérnök: Schriffert László
- Vágó: Kajdácsi Brigitta
- Gyártásvezető: Kincses Tamás
- Szinkronrendező: Blahó Gergely
- Produkciós vezető: Hagen Péter

A szinkront a Mafilm Audio Kft. készítette.

## Bemutató
A film premierje 2022. július 21-én volt a San Diegó-i Nemzetközi Képregény-találkozón, a 20th Century Studios pedig 2022. augusztus 5-én mutatta be. Indiában és a délkelet-ázsiai területeken a Disney+ Hotstaron, Latin-Amerikában a Star+-on, más nemzetközi területeken pedig a Star internetes szolgáltatás részeként került bemutatásra a Disney+-on.

## Jövő
2022 júniusában Trachtenberg kijelentette, hogy a Préda megjelenése után további részek fejlesztéséről folynak tárgyalások, és elmondta, hogy szándékukban áll „olyan lehetőségeket megvalósítani a franchise-ban, amit eddig még nem csináltak”.